# Furnia malaya
Furnia malaya är en insektsart som beskrevs av Carl Stål 1876. Furnia malaya ingår i släktet Furnia och familjen vårtbitare. Inga underarter finns listade i Catalogue of Life.